# Red and anarchist black metal
Red and anarchist black metal (zkr. RABM) je subkultura black metalu, která vznikla v roce 1997.
RABM je odpovědí na NSBM a propagaci nacismu, rasismu v tradičním black metalu, tento subžánr v sobě zahrnuje nejen black metal ale také punk, hardcore, crust a čistě experimentální hudební žánry které jsou založeny na elektronické hudbě. Tyto neblack metalové žánry se ztemňují, aby byly co nejvíce podobné právě black metalu, v takovém případě se vždy před žánr dává slovo blackened (např. blackened crust) což vytváří úplně nový subžánr v daném žánru. Po čase vzniká ještě další označení, které lépe vyjadřuje žánr dané kapely RAR (red and anarchist rock), RAM (red and anarchist metal) nicméně se tyto všechny zkratky nejčastěji označují jako RABM.

## Historie
První naznak zpolitizovaní black metalu přišel z druhou vlnou black metalových kapel tzv. true norwegian black metal (TNBM, pravý norský black metal) především pak od člena kapely Mayhem Euronyma, ten se veřejně prezentoval jako komunista. Euronymous měl ale představu o komunismu ve stylu bolševismu např. za Stalina nebo Pol Pota. Tento názor sice neprezentoval přes hudbu ale neskrytě totalitní režim prezentoval a obdivoval ale tento názor se nijak mezi black metalisty neuchytil. V tomto prostředí vyhraněných názoru také vznikl protipól, čímž je nacismus nebo neonacismus. Tento názorový směr se v black metalu uchytil a můžeme ho vysledovat i u kapel, které nejsou čistě NSBM. Dlouhou dobu zde byl jen tento směr a jeho alternativy neexistovaly až do roku 1997.
První kapelou, která hrála RABM je Timebomb z Itálie, prvním čistě RABM píseň je z CD vydaného 1. ledna 1997 s názvem The Full Wrath of the Slave píseň Dig your own grave. Od toho to data se strhla lavina kapel, které podporují nebo hrají RABM. Vznikly také iniciativy proti rasismu, neonacismu, sexismu apod. v metalové hudbě např. Metalfans Gegen Nazis. První kapely, které začaly hrát RABM nebyly ještě syrovým black metalem, protože přecházely z jiných žánrů jako punk, hardcore k syrovému směru black metalu. Díky této proměně vznikaly nové subžánry jako blackened crust, blackened noise, blackened doom metal, blackened drone metal apod.

### Časová linka průkopníku RABM
- Timebomb - kapela z Itálie která založila žánr RABM v roce 1997 písní Dig your own grave.
- Iskra - kapela z Kanady která jako první mixovala punk a black metal, tento subžánr dostal název Blackened Crust v 2004 když vydali svoje CD s názvem Iskra LP.
- Radioskugga - kapela ze Švédska která jako druhá hrála blackened crust.
- Filii nigrantium infernalium - kapela z Portugalská která jako první hrála čistý anarchistický black metal.
- Мракобесие (MRAKOBESIE) - kapela z Ruska která jako první hrála komunistický surový black metal.
- Neverchrist - kapela z Brazílie která jako první hrála antifašistický black metal.
- The dead musician - kapela z Francie která jako první hrála anarchisticko-ekologický (green-anarchist) black metal.
- Jarost marksa - kapela z Ruska která jako první hrála čistý anarcho-komunisticky black metal.
- Panopticon - kapela z Ameriky která jako první hrála anarchistický black metal míchaný s pagan metalem. Tato kapela také pomohla více rozšířit povědomí o RABM.
- Sorgsvart - kapela z Norská která jako první hrála anarchistický folk/viking metal.
- Dernier Martyr - kapela z Ruska která jako první hrála anarcho-socialisticky depresivní black metal.

## Filozofie
Základní filozofií RABM je se vymezit proti rasismu,neonacismu a obdobných názorových proudu které jsou běžné v black metalové scéně především pak v NSBM. Díky různorodosti RABM kapel se tematické spektrum textu věnuje komunismu, ekologii, anarchismu, anarchokomunismu, antikapitalismu, antifašismu a podobným tématům. Samozřejmě nechybí ani ústřední témata black metalu jako satanismus, mysticismus, naturalismus nebo nihilismus, ovšem tyto témata většinou v textech mají kapely které nejsou přímo RABM ale vymezili se proti rasismu, sexismu atd.
V RABM kultuře je také zakořeněná myšlenka DIY což dává možnost vzniku malých nahrávacích studií nebo vlastní produkci své hudby, proto hodně kapel svá díla neautorizuje a šíří je pomocí internetu. Výdělek často plyne z koncertu, příspěvku, prodeje merchandise (prodej triček, placek, nášivek apod.) a také vydávaní limitovaných nahrávek na vinylových deskách.
Jednou z platforem kde se tyto nahrávky distribuují je blog RABM který funguje už od roku 2009 a obsahuje stovky nahrávek, jako další platformy se používají weby BandCamp, SoundCloud, YouTube nebo stránky jednotlivých kapel či vydavatelství.

## Kontroverznost
Některé RABM kapely jsou velice kontroverzní kvůli textům, které mají. Jde především o kapely, které se hlásí k myšlenkám jako Euronymous. Tyto kapely v textech neskrytě podporují Stalinismus, samotného Stalina a jeho totalitní režim, mezi takové kapely patří např. Puna Terrori. Další kontroverzní větví RABM jsou kapely které se v textu názorově kloní k útočnému anarchismu nebo opěvují RAF, skupinu 17. listopadu nebo IRU.

Kontroverznost ostatních RABM kapel je spíše v šokovém efektu, kdy kapely používají např. k obalu CD motiv z reálného světa. Ale teto styl je znám už z běžného Black Metalu. Takový šokový efekt použila např. česká kapela Fatal když na svůj obal CD O Zvěrstvech použila fotografií z videa od IS kde upalovali vězně.

## RABM kapely v ČR a SR
Zde je seznam pár RABM kapel nebo kapel, které jsou vyhraněné proti neonacismu, rasismu, sexismu apod.

### Česká republika
- Kruh - jednočlenná kapela, která hraje black metal
- Smuteční slavnost - atmosférický black metal
- Marnost - atmosférický/noise black metal
- Sgra - atmosférický/raw noise black metal
- Doppelgänger of death - raw black metal
- Lichens - depresivní black metal
- Frostland Tales - jednočlenná kapela, Lo-Fi depresivní black metal
- Kronstadt - blackened Crust/Hardcore
- Forgotten Dawn - blackened doom
- LEECHFEAST - blackened doom
- Drom - blackened post-hardcore/post-black metal
- !úl.. - blackened metalcore
- Blood In Our Wells - blackenedcrust
- Hnus Umírající - black punk

### Slovenská republika
- Posledná minúta - jednočlenná kapela, Black Noise
- Abbey ov Thelema - avantgardní experimentální black metal

## Festivaly a produkce RABM
Haglaz Fest je prvním festivalem kde vystupují čistě RABM kapely, tento festival pořádá System Rocker Konzerte v Mnichově. Dalším podobným ale už ne zcela vylučně RABM festivalem je švédský Frostbite fest.
Další podobné akce tvoří The Black Metal Alliance což je otevřený kolektiv RABM kapel a umělců z celého světa, tento kolektiv vytváří koncerty a kompilační CD (např. Crushing Intolerance).